# Enrico di Brederode
Enrico conte di Brederode, detto il Grande geus (Bruxelles, 20 dicembre 1531 – Recklinghausen, 15 febbraio 1568), è stato un nobile olandese del periodo della guerra degli ottant'anni.

## Biografia
Enrico di Brederode nacque a Bruxelles il 20 dicembre 1568. Era figlio di Reinoud III van Brederode e di Filippina de la Marck, figlia di Roberto II de La Marck.
Enrico si convertì alla fede riformata e si schierò con il principe d'Orange e il conte Egmont nell'opposizione all'introduzione dell'Inquisizione spagnola e al dispotismo spagnolo nei Paesi Bassi. Nel 1566 fu uno dei fondatori della lega di nobili che, determinati a conservare i diritti e le libertà del paese, firmarono un patto di alleanza, il "Compromesso di Breda".
Il 5 aprile di quell'anno Brederode guidò al palazzo reale più di 200 confederati, dei quali egli era il portavoce, per presentare alla reggente, Margherita di Parma, una petizione che esponeva le loro lagnanze, la "Petizione di compromesso". L'8 aprile, durante un banchetto all'hotel Culemburg presieduto da Brederode, fu usato per la prima volta il soprannome di Geuzen, "pezzenti", per indicare gli oppositori del governo spagnolo. Brederode fu bandito dai Paesi Bassi dal duca d'Alba e morì poco dopo, in esilio, nel 1568.
Brederode discendeva da un'antica famiglia che da secoli si era stabilita in Olanda e partecipava attivamente alle questioni di guerra e pace. Nel 1557 sposò Amalia di Neuenahr, figlia di Gumprecht di Neuenahr, e la coppia non ebbe figli.